# Małgorzata Zawadzka
Małgorzata Zawadzka (ur. 16 września 1975) – polska aktorka teatralna i filmowa. Absolwentka Państwowej Wyższej Szkoły Teatralnej w Krakowie (2001). Od 2000 roku związana z krakowskim Starym Teatrem.

## Teatr
Role w Starym Teatrze w Krakowie:
- Artystka w Nie-Boska komedia Z. Krasińskiego, reż. K. Nazar, 5.11.2000
- Ania w Wiśniowy sad A. Czechowa, reż. R. Brzyk, 3.03.2001
- Zuzia w Damy i huzary A. Fredry, reż. E. Kutryś, 16.12.2001
- Dziewka Bosa w Trzeci Akt według Szewców S.I. Witkiewicza, reż. J. Jarocki, 9.04.2002
- Ola w Car Mikołaj T. Słobodzianka, reż. R. Brzyk, 12.12.2002
- Zofia w Damy i huzary A. Fredry, reż. K. Kutz, 10.2003
- Bela w Zaratustra według F. Nietzschego i Nietzsche. Trylogia E. Schleefa, reż K. Lupa, 27.06.2004
- Kasia w Puzzle Sz. Wróblewskiego, reż. Ivo Vedral, 06.11.2005
- Jane, Valerie w Językami mówić będą A. Bovella, reż. M. Kotański, 26.02.2006
- International Velvet w Factory 2 reż. K. Lupa, 16.02.2008
- Doris w Ifigenia. Nowa tragedia (według wersji Racine’a) reż. Michał Zadara, 27.06.2008

## Filmografia
- 2003–2005: Na dobre i na złe – Sylwia Kozińska, żona Huberta
- 2004: Karol. Człowiek, który został papieżem – młoda kobieta na spektaklu Teatru Rapsodycznego
- 2004: Aryjska para – płacząca kobieta[1]
- 2005: Kochankowie z Marony – Barbara, żona Janka
- 2007: Polak potrzebny od zaraz – polska tłumaczka
- 2008: Egzamin z życia – Veronique Hennequin (odc. 110-112)
- 2009: Naznaczony – żona rozstrzelanego (odc. 5)
- 2016: Artyści – Prokurator Siwiak
- 2016: Słońce, to słońce mnie oślepiło – Ola[1]
- 2017: Szpital dziecięcy – Agnieszka (odc. 16)
- 2017: U cioci Leonii – ciotka Bacha[1]
- 2022: Nie zgubiliśmy drogi – Anka[1]